# George Irvine (basket-ball)
Pour les articles homonymes, voir George Irvine.
George Irvine, né le 1er février 1948, à Seattle, dans l'État de Washington et mort le 8 mai 2017, à Seattle, dans l'État de Washington, est un ancien joueur, et entraîneur américain de basket-ball. Il évolue aux postes d'arrière et d'ailier.

## Palmarès
- First-team All-Pac-8 1970